# 聖母子と幼児聖ヨハネ (コレッジョ、プラド美術館)
『聖母子と幼児聖ヨハネ』（せいぼしとようじせいヨハネ、伊: Madonna col Bambino e san Giovannino, 英: Madonna and Child with the Infant Saint John the Baptist）は、イタリア、ルネサンス期のパルマ派の画家コレッジョが1515年から1517年頃に制作した絵画である。油彩。コレッジョの初期の作品で、レオナルド・ダ・ヴィンチの影響が最も明確に表れた作品として知られる。スペイン国王フェリペ5世の2番目の王妃エリザベッタ・ファルネーゼのコレクションに由来し、現在はマドリードのプラド美術館に所蔵されている。

## 作品
聖母マリアは豊かな植物に包まれた暗い洞窟の中で、幼いイエス・キリストを膝の上に抱いて座り、洗礼者聖ヨハネを抱き寄せている。コレッジョはキリストと洗礼者ヨハネの最初の出会いの瞬間を描いており、聖母は聖ヨハネに息子を紹介している。聖ヨハネは小さな十字架を胸に抱いており、聖ヨハネと十字架の両方を受け入れる準備ができているキリストは二重の感情と神学的な意味が表現されている。すなわち、幼児キリストの両腕はまるで聖ヨハネとの出会いを喜び、相手を抱きしめようとしているかに見えるが、その身振りは同時に鑑賞者に磔刑を呼び起こすことを意図している。聖母は非常に若く描かれており、柔らかく三つ編みに編んだ髪を右側では垂らし、左側では頭の上で結んでいる。洞窟の入口から差し込む光は、花や植物の緑をかすかに照らし出している。
コレッジョの初期の作品はアンドレア・マンテーニャとレオナルド・ダ・ヴィンチの強い影響が指摘されているが、本作品においては後者の影響をより強く示している。マンテーニャに由来する要素としては聖母マリアのサンダルが挙げられるが、これに対して聖母子と幼児の聖ヨハネを洞窟に配置するという選択や、ピラミッド型の構図、人物の親密な表現、そしてコレッジョの多くの聖母画に共通する下方に向けられた視線を持つ聖母の顔は、いずれもミラノのサン・フランチェスコ・グランデ教会のために制作された『岩窟の聖母』（Vergine delle Rocce）の特徴と一致し、聖母の髪型や身ぶりは現存しない『レダと白鳥』（Leda e il cigno）に由来している。また植物やスフマートの処理の正確さも同様にレオナルド・ダ・ヴィンチの影響である。しかしコレッジョと多くのレオナルド派の画家との比較から、コレッジョがダ・ヴィンチの手法を独創的な方法で内面化したうえで、新たな表現を考案した数少ない画家の1人であったことも指摘されている。本作品においてコレッジョは外観的な類似に囚われるのではなく、ダ・ヴィンチの諸要素（暗い洞窟内の設定、柔らかさ、優雅な生き生きとした人物、魅力的な感情表現）を一貫性のある形で魅力的な全体と融合している。
様式の点ではサン・パウロ修道院のフレスコ画に近く、ミケランジェロ・アンセルミの作品の原型となったという事実は、コレッジョが本作品をパルマで描いたことを示唆している。

## 来歴
本作品は1651年にイングランド国王チャールズ1世のコレクションがロンドンで売却されたときに大使アロンソ・デ・カルデナスによって購入された可能性がある。1746年、セゴビアのラ・グランハ宮殿の目録で、フェリペ5世の王妃エリザベッタ・ファルネーゼの絵画の中に記録されているため、パルマのファルネーゼ家の出身であるエリザベッタが結婚した際にスペインに持ち込んだとする見方もある。その後、アランフェス王宮に移され、1857年までにプラド美術館に収蔵された。